# Baltimore Ravens 2025
La stagione 2025 dei Baltimore Ravens sarà la 30ª della franchigia nella National Football League, la 18ª con John Harbaugh come capo-allenatore. La squadra tenterà di migliorare il record di 12-5 della stagione precedente, qualificarsi ai playoff per il quarto anno consecutivo e vincere la AFC North division per il terzo anno consecutivo.

## Scelte nel Draft 2025

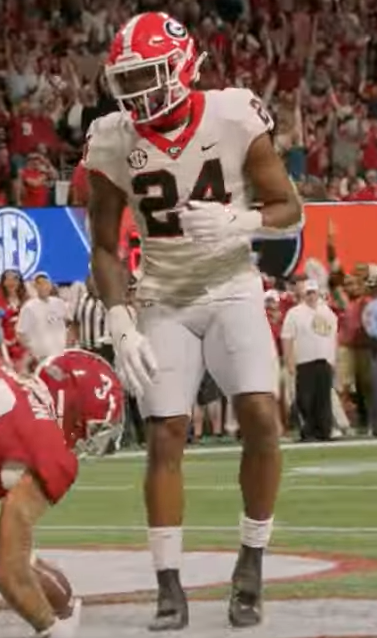
La prima scelta dei Ravens nel Draft 2025 Malaki Starks

| Scelte dei Ravens nel Draft 2025 |        |                                   |                                   |                                   |                                  |
| Giro                             | Scelta | Giocatore                         | Ruolo                             | College                           | Note                             |
| 1                                | 27     | Malaki Starks                     | S                                 | Georgia                           |                                  |
| 2                                | 59     | Mike Green                        | OLB                               | Marshall                          |                                  |
| 3                                | 91     | Emery Jones Jr.                   | OT                                | LSU                               |                                  |
| 4                                | 129    | Teddye Buchanan                   | LB                                | California                        |                                  |
| 4                                | 136    | Scambiata con i Tennessee Titans  | Scambiata con i Tennessee Titans  | Scambiata con i Tennessee Titans  | Scambiata con i Tennessee Titans |
| 5                                | 141    | Carson Vinson                     | OT                                | Alabama A&M                       | da Tennessee                     |
| 5                                | 163    | Scambiata con i Carolina Panthers | Scambiata con i Carolina Panthers | Scambiata con i Carolina Panthers |                                  |
| 5                                | 176    | Scambiata con i New York Jets     | Scambiata con i New York Jets     | Scambiata con i New York Jets     |                                  |
| 6                                | 178    | Bilhal Kone                       | CB                                | Western Michigan                  | da Tennessee                     |
| 6                                | 183    | Scambiata con i Tennessee Titans  | Scambiata con i Tennessee Titans  | Scambiata con i Tennessee Titans  | da Carolina                      |
| 6                                | 186    | Tyler Loop                        | K                                 | Arizona                           | da NY Jets                       |
| 6                                | 203    | LaJohntay Wester                  | WR                                | Colorado                          |                                  |
| 6                                | 210    | Aeneas Peebles                    | DT                                | Virginia Tech                     | Scelta compensatoria             |
| 6                                | 212    | Robert Longerbeam                 | CB                                | Rutgers                           | Scelta compensatoria             |
| 7                                | 243    | Garrett Dellinger                 | OG                                | LSU                               |                                  |

## Roster
| Roster dei Baltimore Ravens |
| --- |
| Quarterback - 8 Lamar Jackson - 17 Josh Johnson Running Back - 26 Rasheen Ali - 22 Derrick Henry - 43 Justice Hill - 42 Patrick Ricard FB Wide Receiver - 15 Nelson Agholor - 7 Rashod Bateman - 4 Zay Flowers - 3 Deonte Harty - 81 Devontez Walker - 16 Tylan Wallace Tight End - 89 Mark Andrews - 88 Charlie Kolar - 80 Isaiah Likely Offensive Linemen - 71 Malaesala Aumavae–Laulu G - 66 Ben Cleveland G - 77 Daniel Faalele T - 74 Josh Jones T - 64 Tyler Linderbaum C - 65 Patrick Mekari T - 70 Roger Rosengarten T - 61 Nick Samac C - 79 Ronnie Stanley T - 72 Andrew Vorhees G Defensive Linemen - 98 Travis Jones DE - 92 Justin Madubuike DT - 58 Michael Pierce NT - 97 Brent Urban DE - 96 Broderick Washington Jr. DT Linebacker - 49 Chris Board ILB - 40 Malik Harrison ILB - 50 Adisa Isaac OLB - 90 David Ojabo OLB - 99 Odafe Oweh OLB - 95 Tavius Robinson OLB - 23 Trenton Simpson ILB - 0 Roquan Smith ILB - 53 Kyle Van Noy OLB Defensive Back - 5 Jalyn Armour-Davis CB - 24 Beau Brade SS - 14 Kyle Hamilton SS - 44 Marlon Humphrey CB - 39 Eddie Jackson FS - 28 Sanoussi Kane SS - 21 Brandon Stephens CB - 27 T.J. Tampa CB - 29 Ar'Darius Washington FS - 2 Nate Wiggins CB - 32 Marcus Williams FS Special Team - 46 Nick Moore LS - 11 Jordan Stout P - 9 Justin Tucker K Lista delle riserve - 59 Malik Hamm OLB (IR) - 56 Deion Jennings ILB (IR) - 45 Christian Matthew CB (IR) - 10 Arthur Maulet CB (IR-DRF) - 34 Keaton Mitchell RB (PUP) - 30 Trayvon Mullen CB (IR) - 86 Isaiah Washington WR (IR) - 36 Owen Wright RB (IR) Squadra di allenamento - 67 Corey Bullock T - 38 Chris Collier RB - 31 Bump Cooper Jr. CB - 12 Malik Cunningham WR - 76 Darrian Dalcourt G - 48 Joe Evans OLB - 25 Ka'dar Hollman CB - 83 Qadir Ismail TE - 33 John Kelly RB - 87 Keith Kirkwood WR - 13 Devin Leary QB - 6 Anthony Miller WR - 68 C.J. Ravenell DE - 51 Josh Ross ILB - 18 Dayton Wade WR Roster aggiornato al 29 agosto 2024 53 attivi, 7 inattivi, 15 nella squadra di allenamento |
| Legenda - I rookie sono in corsivo. - Il primo ruolo è il principale mentre gli eventuali successivi indicano i ruoli secondari. - (IR) sta per Injured Reserve ed indica la lista ristretta per un solo giocatore infortunato che può tornare ad allenarsi dopo la settimana 6 e a rientrare in prima squadra dopo che questa ha giocato 8 partite. - (NF-Inj.) / (NF-Ill.) stanno rispettivamente per Non-Football Injured e Non-Football Illness ed indicano le liste dove viene inserito un giocatore che ha un infortunio o una malattia non dipendente dal football americano. - (PUP) sta per Physically Unable to Perform ed indica la lista dove viene inserito un giocatore mentre è in attesa di recuperare la condizione fisica. Nella stagione regolare dopo la sesta partita giocata dalla propria squadra, il giocatore ha tempo tre settimane per riprendere ad allenarsi, più tre settimane aggiuntive dal suo rientro agli allenamenti per rientrare in prima squadra. |

## Precampionato
Le gare del precampionato furono annunciate il 14 maggio 2025.
| Precampionato |           |            |                         |           |        |                   |               |         |
| Settimana     | Data      | Ora (ET)   | Avversario              | Risultato | Record | Stadio            | TV            | Sintesi |
| 1             | 7 agosto  | 7:00 p.m.  | Indianapolis Colts      | V 24-16   | 1-0    | M&T Bank Stadium  | WBAL-TV (NBC) | Sintesi |
| 2             | 16 agosto | 7:00 p.m.  | @ Dallas Cowboys        | V 31-13   | 2-0    | AT&T Stadium      | WBAL-TV (NBC) | Sintesi |
| 3             | 23 agosto | 12:00 p.m. | @ Washington Commanders | -         | -      | Northwest Stadium | WBAL-TV (NBC) | -       |

## Stagione regolare

### Calendario
Il calendario della stagione regolare fu reso noto il 14 maggio 2025.
| Stagione regolare |                    |                    |                        |                    |                    |                       |                    |                    |
| Settimana         | Data               | Ora (ET)           | Avversario             | Risultato          | Record             | Stadio                | TV                 | Sintesi            |
| 1                 | 7 settembre        | 8:20 p.m.          | @ Buffalo Bills (S)    | -                  | -                  | Highmark Stadium      | NBC                | -                  |
| 2                 | 14 settembre       | 1:00 p.m.          | Cleveland Browns       | -                  | -                  | M&T Bank Stadium      | CBS                | -                  |
| 3                 | 22 settembre       | 8:15 p.m.          | Detroit Lions (M)      | -                  | -                  | M&T Bank Stadium      | ESPN/ABC           | -                  |
| 4                 | 28 settembre       | 4:25 p.m.          | @ Kansas City Chiefs   | -                  | -                  | Arrowhead Stadium     | CBS                | -                  |
| 5                 | 5 ottobre          | 1:00 p.m.          | Houston Texans         | -                  | -                  | M&T Bank Stadium      | CBS                | -                  |
| 6                 | 12 ottobre         | 1:00 p.m.          | Los Angeles Rams       | -                  | -                  | M&T Bank Stadium      | Fox                | -                  |
| 7                 | Settimana di pausa | Settimana di pausa | Settimana di pausa     | Settimana di pausa | Settimana di pausa | Settimana di pausa    | Settimana di pausa | Settimana di pausa |
| 8                 | 26 ottobre         | 1:00 p.m.          | Chicago Bears          | -                  | -                  | M&T Bank Stadium      | CBS                | -                  |
| 9                 | 30 ottobre         | 8:15 p.m.          | @ Miami Dolphins (T)   | -                  | -                  | Hard Rock Stadium     | Prime Video        | -                  |
| 10                | 9 novembre         | 1:00 p.m.          | @ Minnesota Vikings    | -                  | -                  | U.S. Bank Stadium     | Fox                | -                  |
| 11                | 16 novembre        | 4:25 p.m.          | @ Cleveland Browns     | -                  | -                  | Huntington Bank Field | CBS                | -                  |
| 12                | 23 novembre        | 1:00 p.m.          | New York Jets          | -                  | -                  | M&T Bank Stadium      | CBS                | -                  |
| 13                | 27 novembre        | 8:20 p.m.          | Cincinnati Bengals (T) | -                  | -                  | M&T Bank Stadium      | NBC                | -                  |
| 14                | 7 dicembre         | 1:00 p.m.          | Pittsburgh Steelers    | -                  | -                  | M&T Bank Stadium      | CBS                | -                  |
| 15                | 14 dicembre        | 1:00 p.m.          | @ Cincinnati Bengals   | -                  | -                  | Paycor Stadium        | CBS                | -                  |
| 16                | 21 dicembre        | 1:00 p.m.          | New England Patriots   | -                  | -                  | M&T Bank Stadium      |                    | -                  |
| 17                | 27/28 dicembre     | Da def.            | @ Green Bay Packers    | -                  | -                  | Lambeau Field         | Da def.            | -                  |
| 18                | 3/4 gennaio        | Da def.            | @ Pittsburgh Steelers  | -                  | -                  | Acrisure Stadium      | Da def.            | -                  |

Note:
- Gli avversari della propria division sono in grassetto.
- Il simbolo "@" indica una partita giocata in trasferta.
- (M) indica il Monday Night Football, (T) il Thursday Night Football e (S) il Sunday Night Football.
- Dall'undicesimo al diciassettesimo turno si adotta una programmazione flessibile: le partite del Sunday Night Football, del Monday Night Football e del Thursday Night Football sono programmate in via provvisoria e sono eventualmente soggette a modifiche.
- Data e orario della gara del diciottesimo turno saranno stabilite dopo lo svolgimento del diciassettesimo turno.